# Henschel E 1200
Die Henschel E 1200 ist eine Drehstrom-Elektrolokomotive, die von Henschel und BBC entwickelt und in 13 Exemplaren gebaut wurde. Im Fahrzeugeinstellungsregister des EBA erhielt sie die Baureihenbezeichnung 97 80 1200.

## Geschichte
Bei der Henschel E 1200 handelt es sich um die weltweit erste in Serie gebaute Elektrolok mit Drehstrom-Asynchronmotoren und elektronischer Leistungsübertragung. Diese Technik wurde erstmals 1971 in der Henschel-BBC DE2500 erprobt. Entwickelt wurde die E 1200 wegen der Anforderung der Zechenbahnen der Ruhrkohle AG, eine neue Lok mit doppelter Leistung bei gleichem Gewicht wie die vorhandenen Loks der Bauart EA 1000 zu bauen. Um die Drehstromtechnik im Fahrleitungsbetrieb zu erproben, wurde die DE2500 „202 002“ mit einem Silberling-Steuerwagen verbunden, der mit einem Dachstromabnehmer versehen war. 1974 fanden erfolgreiche Versuchsfahrten statt, die im März 1975 zur Bestellung von sechs Lokomotiven führten. Diese wurden 1976 ausgeliefert. 1984 wurde eine weitere Serie von sieben Lokomotiven für die Ruhrkohle AG gebaut.
Der Dreiphasenwechselstrom wird über dreiphasige Pulswechselrichter erzeugt. Die Steuerung der Geschwindigkeit und der Zugkraft wird über die Veränderung der Spannung und Frequenz vorgenommen.
Im März 1979 weilte die „006“ für drei Wochen zu Probefahrten bei den ÖBB, unter anderem auch auf der Semmeringbahn. Aufgrund der positiven Ergebnisse dieser Testfahrten entschlossen sich die ÖBB zur Entwicklung der Baureihen 1063 und 1064. Bei der DB trieben die positiven Betriebsergebnisse die Entwicklung der Baureihe 120 voran.
Um die Lokomotiven auch auf Infrastruktur der Deutschen Bahn einsetzen zu können, wurden sie 1997 mit Indusi und Zugfunk ausgerüstet.
12 der 13 Lokomotiven befanden sich 2009 noch auf den mittlerweile von der DB-Tochter RBH Logistics betriebenen Werkbahnen der RAG Aktiengesellschaft. Lediglich die Lok mit der Nummer „006“ wurde im Jahr 2007 abgestellt und diente als Ersatzteilspender.
Bis 2014 hatte sich der Bestand deutlich reduziert. Die Loks 005 und 006 wurden im Mai 2011 verschrottet. Lok 014 wurde nach einem Unfall abgestellt und diente als Ersatzteilspender, wie auch Lok 002. Mit der Aufgabe der RBH-Werkstatt in Gladbeck zum 31. Oktober 2014 wurden die 002, 004, 012, 014, 015 und 017 durch die Fa. Bender in Opladen bzw. Gladbeck verschrottet. Am 19. Januar 2016 wurde die 016 mit einem Defekt in Bottrop abgestellt und diente fortan als Ersatzteilträger. Am 21. Juni 2017 wurde sie ebenfalls zur Fa. Bender nach Opladen überführt, wo sie am 29. Juni 2017 verschrottet wurde.
Von den einst 13 Maschinen sind neben den beiden noch aktiven Loks lediglich zwei weitere erhalten. Lok 001 wurde an das DB Museum Koblenz-Lützel überstellt und seit Februar 2014 befindet sich die Lok 003 im Eisenbahnmuseum Bochum.

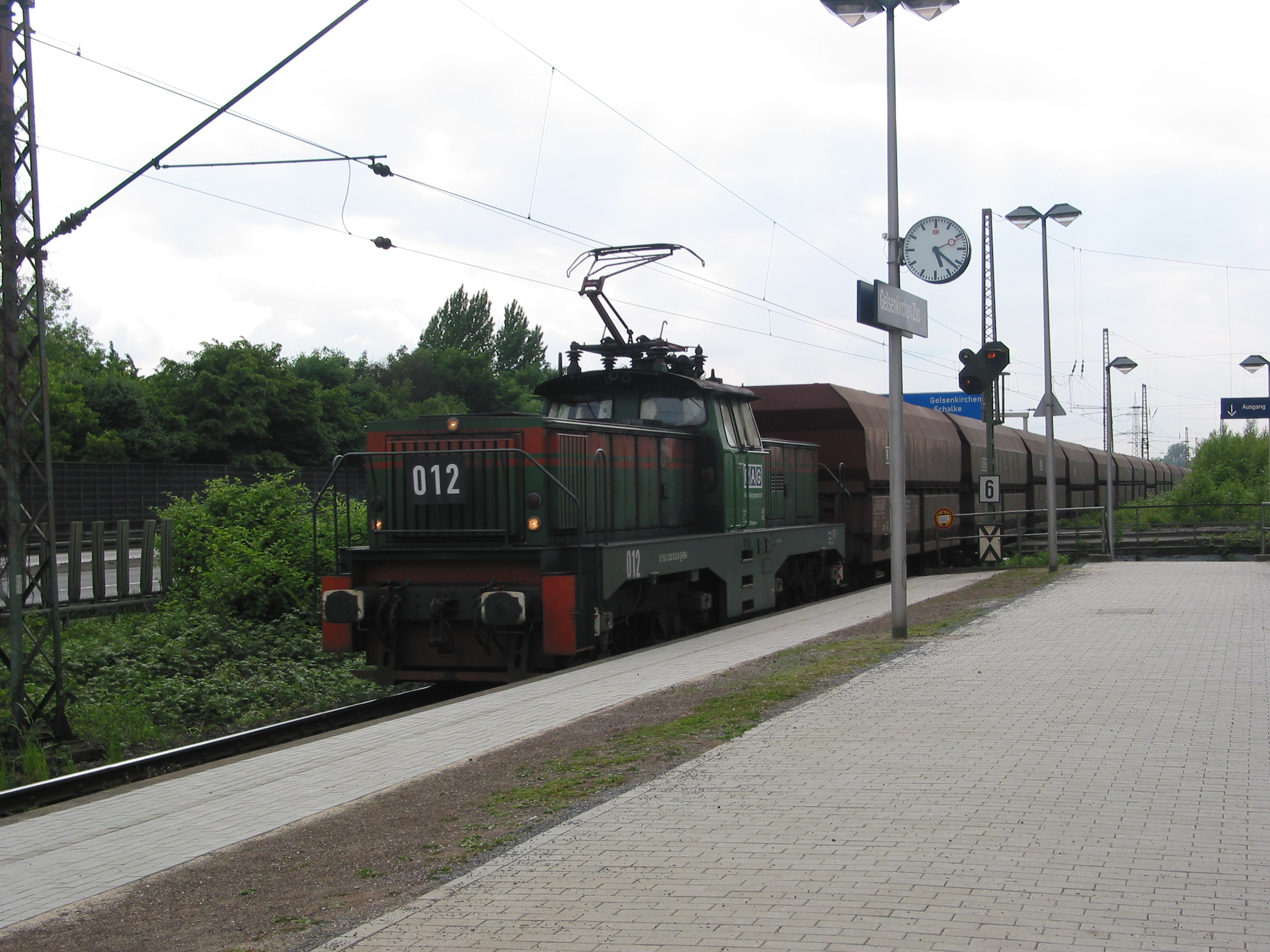
RAG 012 im Farbschema der Ruhrkohle AG in Gelsenkirchen Zoo
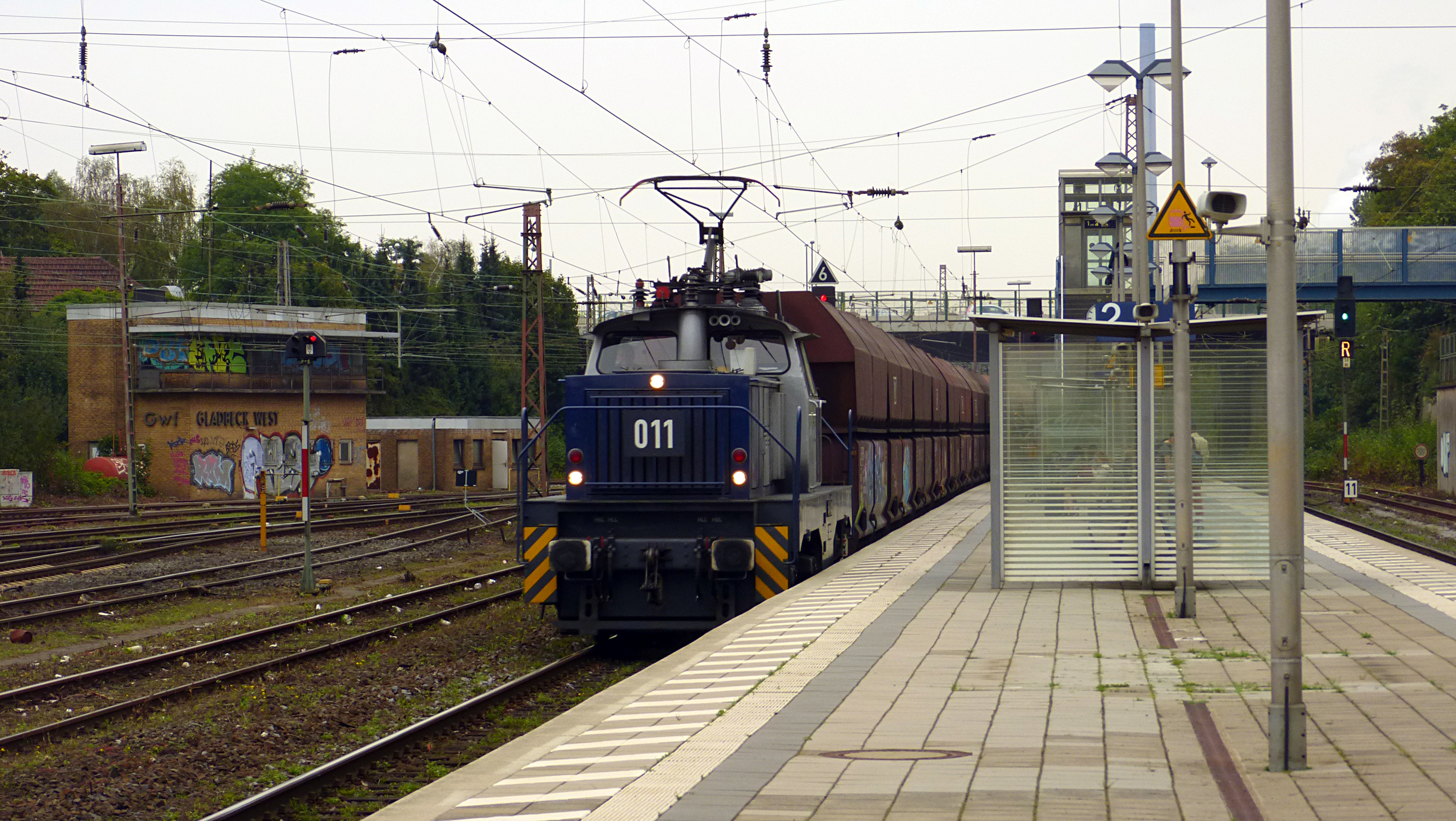
RBH 011 im aktuellen Farbschema in Gladbeck West
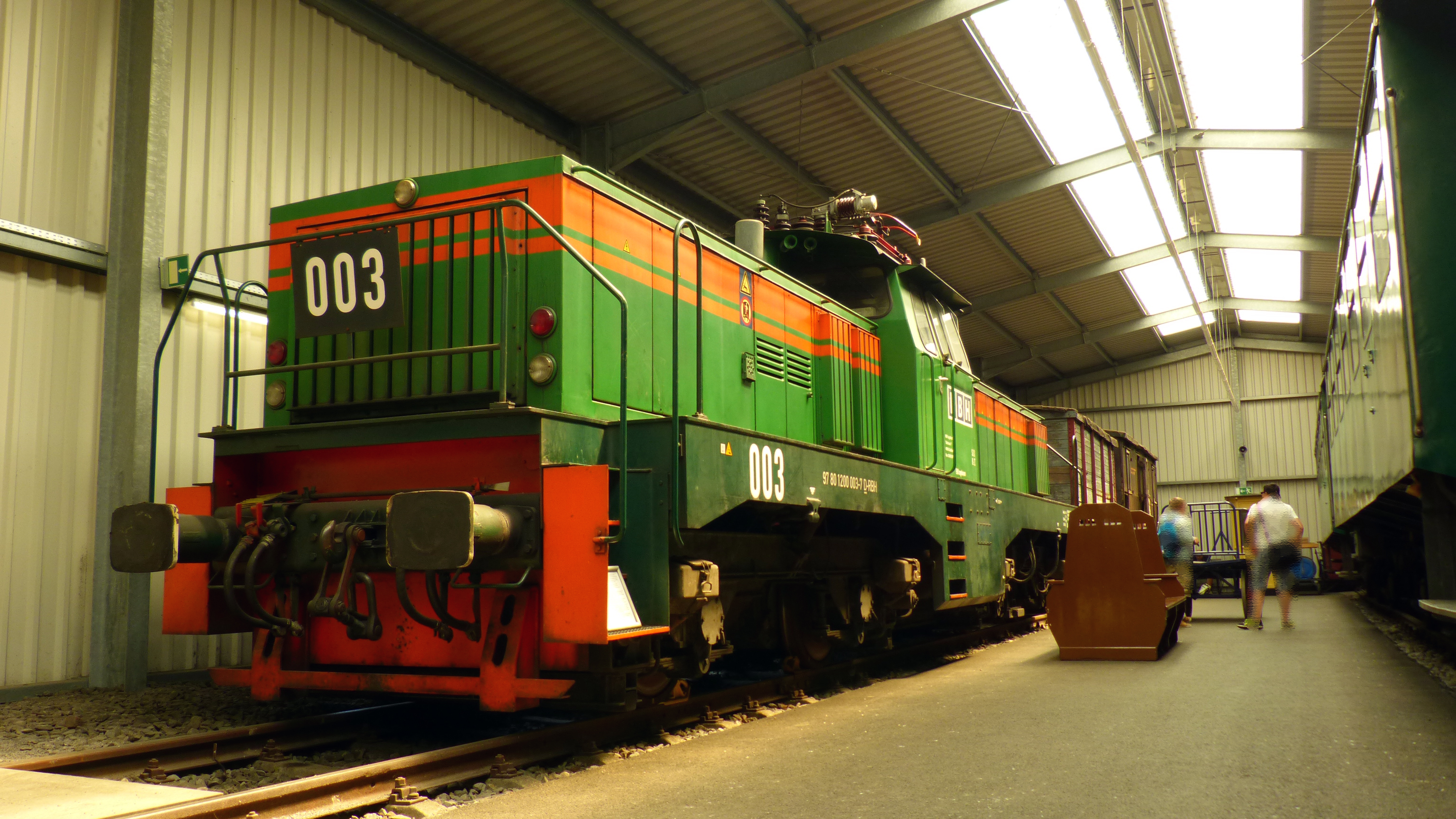
RBH 003 im Eisenbahnmuseum Bochum